# Eubolbitus petrovitzi
Eubolbitus petrovitzi är en skalbaggsart som beskrevs av Baraud 1973. Eubolbitus petrovitzi ingår i släktet Eubolbitus och familjen Bolboceratidae. Inga underarter finns listade i Catalogue of Life.